# رنگ‌های ملی اوکراین

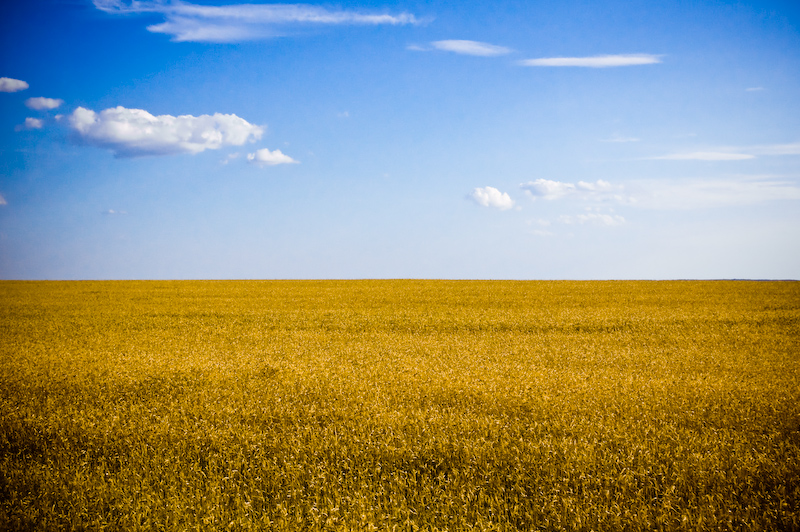
نمونه ای از مناظر کشاورزی در اوکراین، استان خرسون

رنگ‌های ملی اوکراین (انگلیسی: National colours of Ukraine) به‌طور معمول به ترتیب در قالب ترکیب آبی و طلایی تعریف شده‌اند. این رنگ‌ها، همان رنگهای پرچم اوکراین هستند. ریشه رنگ‌های ملی اوکراین به دوران قبل از مسیحیت، زمانی که زرد و آبی، رنگ‌های غالب در مراسم سنتی که بازتاب دهنده آب و آتش بود، برمی گردد.